# توکل‌آباد (بردسیر)
توکل‌آباد روستایی در دهستان کوه پنج بخش مرکزی شهرستان بردسیر استان کرمان ایران است.

## جمعیت
بر پایه سرشماری عمومی نفوس و مسکن در سال ۱۳۹۵ جمعیت این روستا کمتر از ۳ خانوار بوده‌است.